# Baker County, Oregon
Baker County är ett administrativt område i delstaten Oregon, USA. Den administrativa huvudorten (county seat) är Baker City. Countyt har fått sitt namn efter politikern och militären Edward Dickinson Baker som stupade 1861 i amerikanska inbördeskriget.

## Geografi
Enligt United States Census Bureau så har countyt en total area på 7 999 km². 7 946 km² av den arean är land och 53 km² är vatten. 

### Angränsande countyn
- Union County, Oregon - nord
- Wallowa County, Oregon - nord
- Grant County, Oregon - väst
- Malheur County, Oregon - syd
- Washington County, Idaho - öst
- Adams County, Idaho - nordöst